# John Hall Buchanan, Jr.

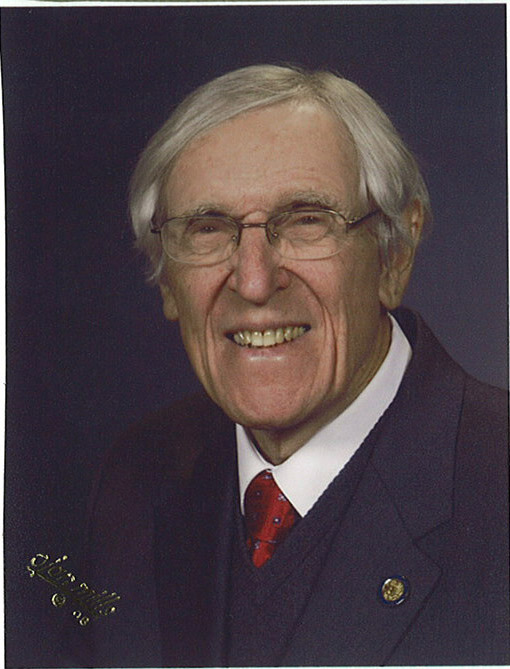
John Hall Buchanan, Jr.

John Hall Buchanan, Jr. (* 19. März 1928 in Paris, Tennessee; † 5. März 2018 in Rockville, Maryland) war ein US-amerikanischer Politiker (Republikanische Partei). Er vertrat den Bundesstaat Alabama von 1965 bis 1981 im Repräsentantenhaus der Vereinigten Staaten.

## Werdegang
John Hall Buchanan, Jr. diente zwischen 1945 und 1946 in der US Navy. Dann zog er nach Alabama, wo er 1949 seinen Abschluss an der Samford University in Birmingham machte. Danach ging er an die University of Virginia, wo er seine Abschlussarbeit verfasste, bevor er an das Southern Theological Seminary in Louisville (Kentucky) wechselte. Nachdem er dort 1957 seinen Abschluss gemacht hatte, war er zehn Jahre lang als Pastor in Tennessee, Virginia und Alabama tätig.
Buchanan verfolgte auch eine politische Laufbahn. Er kandidierte 1962 erfolglos um einen Sitz für den 88. US-Kongress. Ferner war er zwischen 1962 und 1964 als Finanzdirektor der Alabama Republican Party tätig. Dann wurde er in den 89. US-Kongress gewählt und in die sieben nachfolgenden US-Kongresse wiedergewählt. Bei seiner Kandidatur 1980 für den 97. US-Kongress erlitt er eine Niederlage. Er war im US-Repräsentantenhaus vom 3. Januar 1965 bis zum 3. Januar 1981 tätig. Während dieser Zeit war er zwischen 1973 und 1984 Mitglied der US-Delegation bei den Vereinten Nationen. Darüber hinaus war er zwischen 1978 und 1980 Mitglied der US-Delegation im UN-Menschenrechtsausschuss. Danach hatte er zwischen 1981 und 1983 den Vorsitz über den Fonds zur Verbesserung des Tertiären Bildungsbereiches im Bildungsministerium. Buchanan hatte seit 1982 den Vorsitz über die People for the American Way. Später lebte er in Bethesda (Maryland).